# Synthetischeapertuurradar

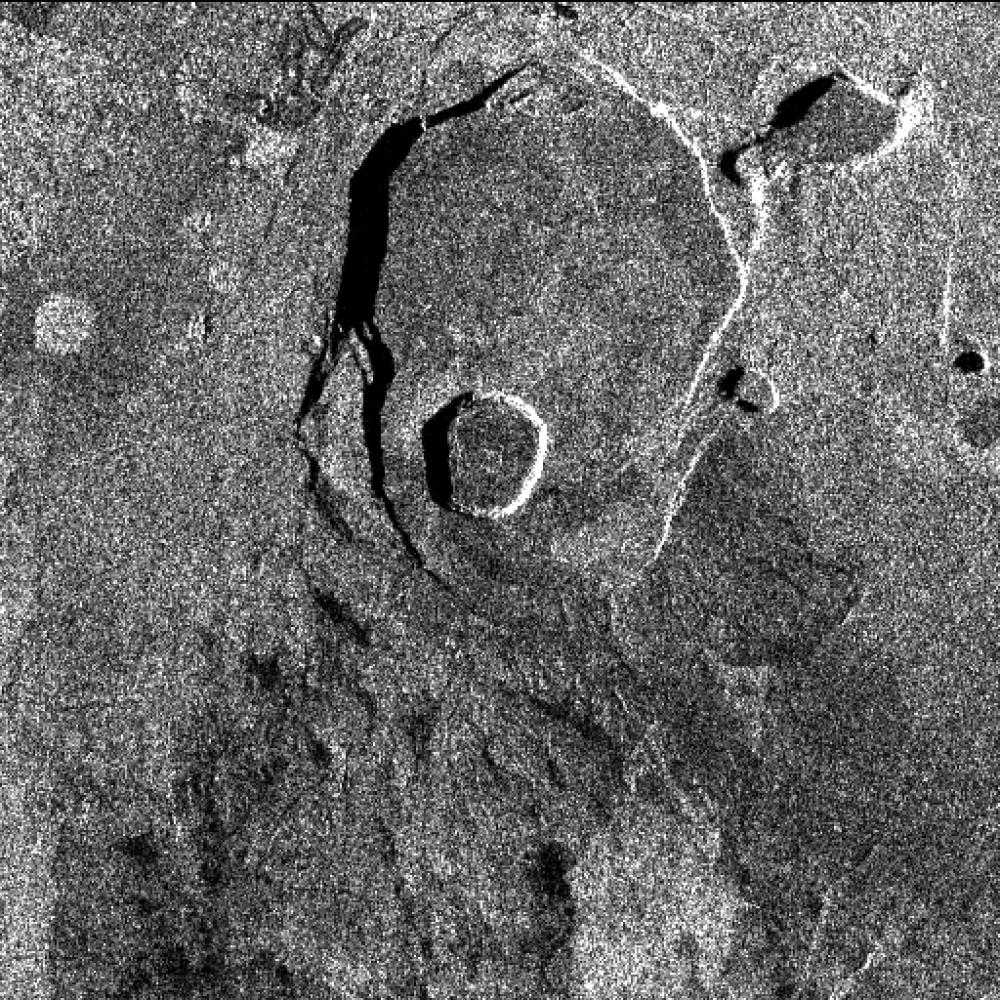
Synthetische apertuurradar opname van de vulkaan Kilauea

Synthetische apertuurradar (SAR) is een techniek waarbij een antenne door de lucht of ruimte beweegt en meerdere beelden maakt van hetzelfde gebied. Door de verschillende beelden samen te voegen, kan het lijken alsof er een veel grotere antenne wordt gebruikt. Er wordt dus een grotere apertuur gesynthetiseerd. Dit zorgt voor een hogere resolutie van de beelden, vooral in de richting waarin de antenne beweegt. De techniek werkt door het meten van de radarecho's die van het aardoppervlak terugkaatsen. Van deze echo's worden de intensiteit en fase geanalyseerd en door ze van verschillende posities te verzamelen, kan een gedetailleerder beeld worden gemaakt.
Het is belangrijk dat de antenne tijdens haar beweging altijd precies weet waar ze zich bevindt, zodat de beelden correct samengevoegd kunnen worden. Voor een goede werking is het nodig dat het systeem nauwkeurig en constant blijft, waarvoor onder meer een stabiele frequentiebron belangrijk is.
Merk op dat synthetische apertuurradar technisch en historisch onafhankelijk is van apertuursynthese, een techniek toegepast in de astronomie om waarnemingen van meerdere telescopen samen te voegen. De werkingsprincipes zijn niet verwant.
Het idee voor SAR ontstond in 1951. Een patent werd in 1954 aangevraagd, waarna het zijn weg vond naar onder meer de SR-71, een Amerikaans spionagevliegtuig. Sinds de jaren 70 van de twintigste eeuw zijn er ook civiele toepassingen. Zo wordt SAR ook toegepast voor het in kaart brengen van de oceaanbodem vanuit de ruimte.